# Йосиф Коласийски
Йосиф Коласийски е български духовник, епископ на Кюстендил(Коласия, Баня).
Йосиф Коласийски е споменат през 1642 г. в книгите на светогорския манастир Ксенофонт като дарител.
В документа кюстендилският епископ е именуван като митрополит Бански, кратовски, щипски и радовишки.